# Meyer Friedman
Meyer Friedman (1910-2001) foi um médico norte-americano.

## Biografia
Dirigiu o Instituto Meyer Friedman, do Centro Médico San Francisco - Mount Zion da Universidade da Califórnia. Além de uma volumosa obra médica, escreveu dois livros para leigos (ambos best-sellers) sobre doenças cardíacas, além do livro Medicine's 10 Greatest Discoveries, juntamente com Gerald W. Friedland.